# Districtul Hammam Soukhna
Hammam Soukhna este un district din provincia Sétif, Algeria.